# Península ibérica
La península ibérica, llamada Iberia por los griegos, es una península situada en el sudoeste de Europa; está rodeada por el  mar Mediterráneo y el océano Atlántico, uniéndose al resto del continente por el nordeste. Con 583 254 km², se trata de la segunda península más grande de Europa tras la escandinava y una de las tres principales del sur del continente, junto a la itálica y la balcánica. Tradicionalmente se ha establecido la frontera de la península en la cordillera pirenaica, si bien el istmo se encuentra situado en la línea recta que une el punto central de los golfos de Vizcaya y León —entre las respectivas costas de las ciudades de Bayona y Narbona—, quedando por tanto comprendida una franja de territorio francés al sur del istmo.
La superficie peninsular comprende las partes continentales de España y Portugal, además de Andorra, el territorio británico de Gibraltar y, de forma parcial, los departamentos franceses de la zona pirenaica; lo que suma una población de más de 53 millones de habitantes.

## Etimología
Históricamente, se ha denominado «península ibérica», «Iberia», «península hispánica» o «península hespérica» al territorio continental situado «más allá» de los Pirineos. La expresión «península ibérica» fue acuñada por primera vez por el geógrafo francés Jean-Baptiste Bory de Saint-Vincent en su obra Guide du voyageur en Espagne del año 1823.
La expresión "península ibérica" es un término moderno de origen francés utilizado en la obra geográfica de 1823 Sobre la descripción física de España y Portugal de Jean-Baptiste Bory de Saint-Vincent.

«Les divisions établies par les hommes à la surface de la terre sont tellement sujettes au changement, que dans ce chapitre, consacré à la description physique de l'Espagne et du Portugal, nous n'emploierons que le moins possible de ces noms de royaumes, que le caprice des révolutions peut confondre et faire disparaître. Le nom de Péninsule Ibérique nous semble plus convenable, et nous l'adopterons pour désigner cette partie de l'Europe»
BORY, 1823)

## Toponimia

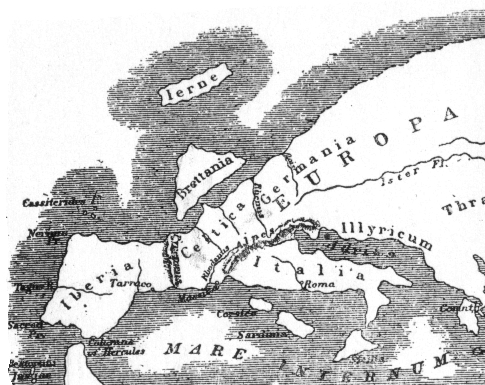
Mapa de Europa según las descripciones de Estrabón.

En la actualidad, en español recibe el nombre de «península ibérica», escrito el adjetivo en minúscula. Distintos nombres de este accidente geográfico en otras lenguas y dialectos hablados en mayor o menor medida en el territorio serían el de «península ibérica» (portugués, gallego, asturiano y extremeño), «península ibèrica» (valenciano/catalán), «Iberian Peninsula» (inglés), «péninsule ibérique» (francés), «peninsula iberica» (aragonés y occitano) e «iberiar penintsula» (euskera).
Antaño, historiadores y geógrafos de cultura griega, como Heródoto, Estrabón y Apiano, la denominaron «Iberia». Los escritores romanos a su vez le daban el nombre de «Hispania».
Su nombre proviene del río Íber, probablemente el actual Ebro, aunque también pudiera ser otro río de la provincia de Huelva, donde textos muy antiguos citan un río Iberus y un pueblo al que llaman iberos. En un principio, en la Grecia arcaica los griegos pudieron llamarla «Hesperia», ya que Hesperia era descrita como la zona más occidental del Mediterráneo; aunque no se sabe con certeza si se refiere a la actual España, Marruecos o ambas. Más tarde los griegos pasarían a llamarla «Iberia».
Polibio, un historiador griego del siglo II a. C. que vivió un tiempo en la península, escribe:

Se llama Iberia a la parte que cae sobre Nuestro Mar (Mediterráneo), a partir de las columnas Herákleas. Mas la parte que cae hacia el Gran Mar o Mar Exterior (Atlántico), no tiene nombre común a toda ella, a causa de haber sido reconocida recientemente.
Polibio

Estrabón dedica el Libro III a la península ibérica.

La primera parte de ella (Europa) es, como decíamos, el occidente; es decir, Iberia; ésta, en su mayor extensión, es poco habitable, pues casi toda se halla cubierta de montes, bosques y llanuras de suelo pobre y desigualmente regado.
Estrabón, Libro III.

Apiano de Alejandría (siglo II), en su Historia romana, escribe:

El tamaño de Iberia, llamada ahora Hispania en lugar de Iberia por algunos, es grande e increíble para tratarse de un sólo país, cuya extensión es de diez mil estadios y su longitud es igual a su anchura.
Apiano, Historia romana.

La historiografía se refiere a ella también con otros vocablos, según el contexto histórico: «Celtaria», «Celtiberia», «Tierra de Tartessos», «Sefarad», «Al-Ándalus», etc. Algunos eruditos, como Dámaso Alonso, estimaban que el nombre de península hispánica sería más adecuado.

### Evolución histórica

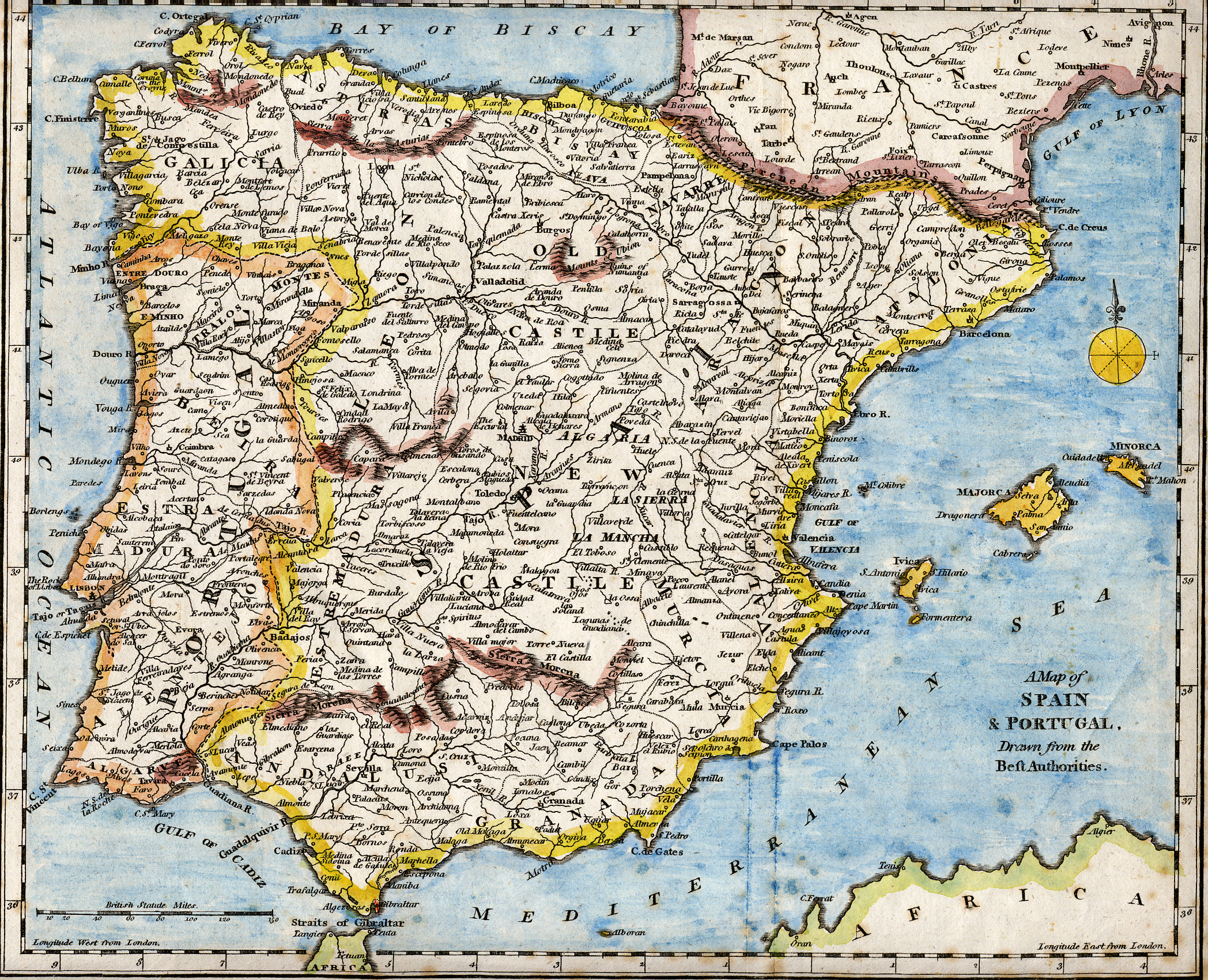
Mapa del grabado al cobre e iluminado a mano, representando varias características topográficas de la península ibérica.

Respecto a la Prehistoria, la península ibérica ha sido poblada en todos los periodos prehistóricos: Paleolítico Inferior, Paleolítico Medio, Paleolítico Superior, Epipaleolítico, Mesolítico, Neolítico, Calcolítico, Edad del Bronce y Edad del Hierro. Se han datado restos óseos humanos en los yacimientos de la sierra de Atapuerca con más de 1 000 000 de años de antigüedad. Según las investigaciones arqueopaleontológicas de las cuevas de la Sierra de Atapuerca (Burgos), hasta la fecha hay restos óseos humanos de cuatro especies distintas: Homo antecessor (Pleistoceno Inferior), Homo heidelbergensis (Pleistoceno Medio), Homo neanderthalensis (Pleistoceno Superior) y Homo sapiens (Holoceno).
Iberia fue el nombre dado por los griegos a la península, aunque la parte que más conocían era la zona meridional del levante peninsular, en torno al río Íber. «Hispania» era el nombre utilizado por los romanos para designar a la península ibérica, posiblemente de origen púnico (véase Origen del nombre de Hispania).
Tras la conquista musulmana recibió el nombre de al-Ándalus, pasando a ser parte de la provincia norteafricana del Califato omeya (711 a 1492) para más tarde convertirse en el emirato de Córdoba y posteriormente en el Califato de Córdoba independiente del Califato abasí. Con la disolución del Califato de Córdoba en 1031, el territorio se dividió en los primeros reinos de taifas, periodo al que sucedió la etapa de los almorávides, los segundos reinos de taifas, la etapa de los almohades y los terceros reinos de taifas.
Más adelante, después de la unión dinástica de las coronas de Castilla y Aragón y las conquistas de Granada y la mayor parte del Reino de Navarra, se empezó a llamar España a los territorios resultantes, por simplificación entre los no españoles, aunque la unificación jurídica de todos estos reinos no estuviera consolidada hasta el siglo XVIII, con los Borbones.
Por la manifiesta imposibilidad histórica, política y cultural demostrada de continuar llamando a los portugueses «españoles», sin que pudieran ser confundidos con los castellanos por otros pueblos que gobernaban dentro y fuera de la península hispánica, se empezó, desde entonces, a utilizar la expresión «ibérico» para designar a los «dos pueblos» de la península hispánica, ahora preferentemente llamada por el neologismo península ibérica. Este proceso fue paralelo y similar al que surgió en el exterior de llamar español al idioma castellano, convertido en la única lengua oficial por el gobierno español, hasta que cambiaron la designación oficial del Estado, con la creación de la denominación oficial: Reino de España en el siglo XVIII, y el cambio del título de los reyes de León, Castilla, Aragón, Sicilia, etc. para los reyes de España con fines simbólicos de unificación administrativa y para la nueva presentación internacional de la monarquía de la meseta.

## Geografía

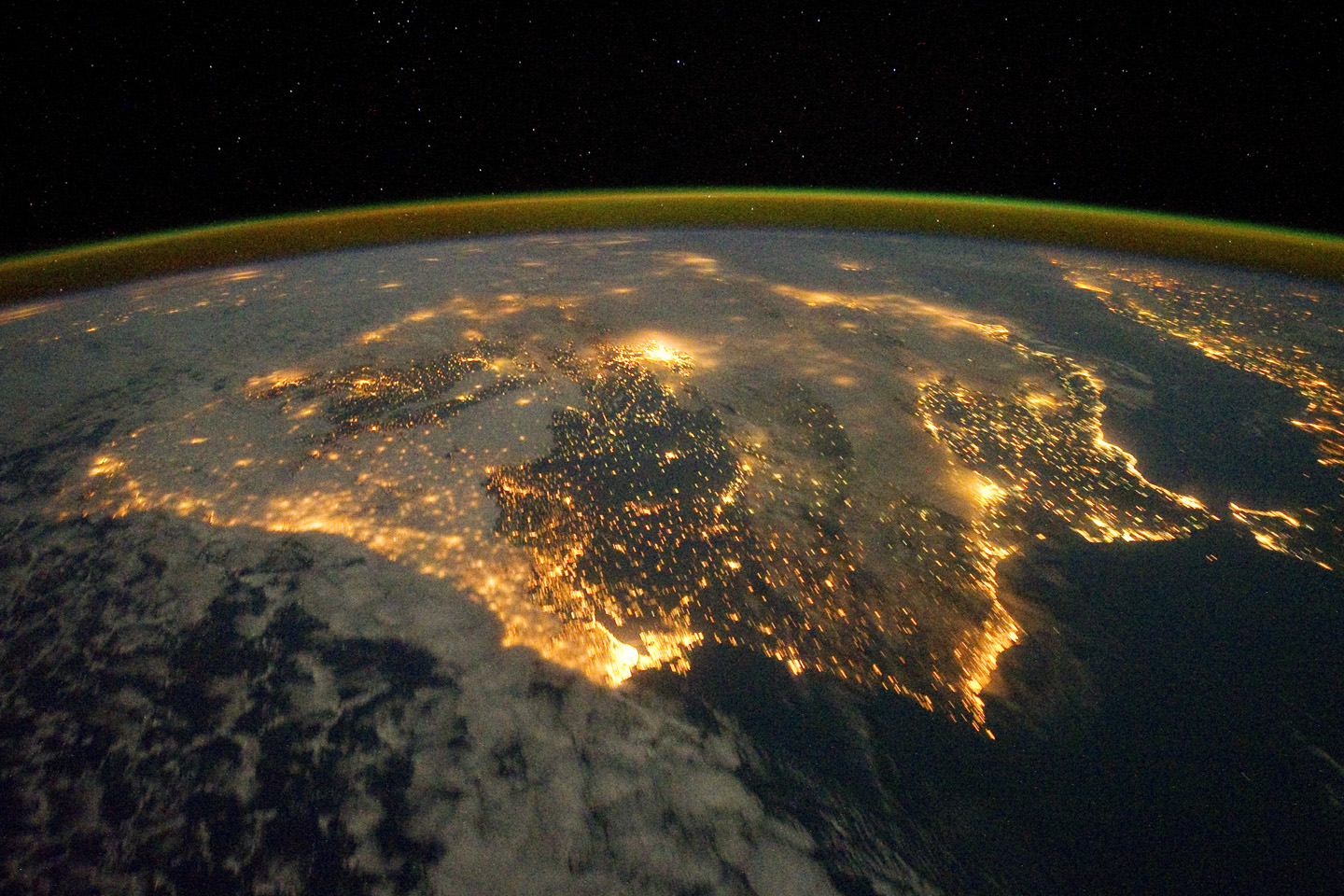
Vista nocturna de la península ibérica desde el espacio (NASA).

La península tendría unos 622 918 km², incluyendo cerca de 40 000 km² correspondientes a la parte al sur del istmo, pero al norte de los Pirineos, territorio francés. Si se excluye esa zona, el área ascendería a unos 582 918 km².
Dentro de sus límites geográficos se encuentran la España peninsular, el Portugal continental y la totalidad de Andorra y de Gibraltar, así como la mencionada franja meridional francesa. Por el sur, la península está separada de África (Marruecos y Argelia) por el mar Mediterráneo (que en esta zona se denomina mar de Alborán) y el océano Atlántico, siendo el estrecho de Gibraltar el límite entre ambos. El punto más prominente es el Mulhacén, que cuenta con una altitud de 3478,6 m s. n. m. El río más largo es el Tajo, con una longitud de 1007 km (731 km en España y 275 km en Portugal).
El geógrafo griego Estrabón, hablando de la península ibérica, la compara con una piel de toro:

Iberia... se parece a una piel tendida en el sentido de su longitud de occidente a oriente y en el sentido de su anchura del septentrión al mediodía.
Estrabón.

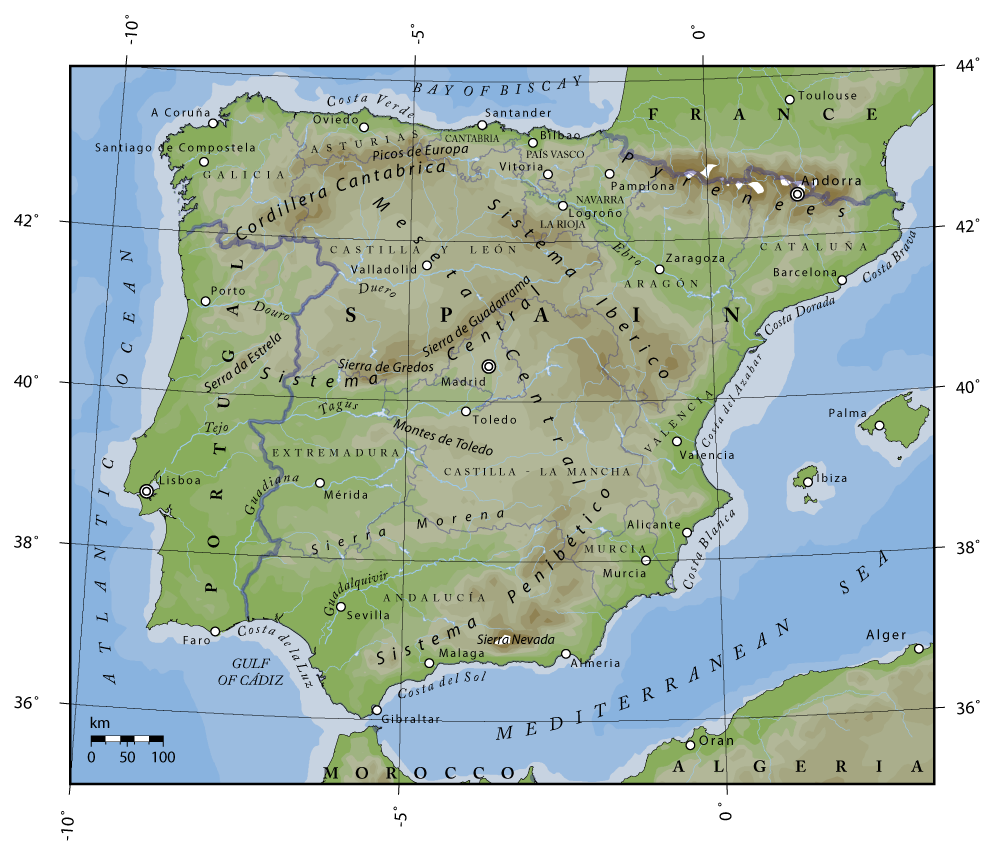
Mapa físico-político de la península ibérica

Por su extensión, la península ibérica ocuparía, en caso de ser reunificada bajo un mismo Estado (como lo estuvo entre 1580 y 1640, con la excepción de Andorra), el lugar 48 como país más grande del mundo y por su población ocuparía el lugar número 24.

### Centro geográfico
No hay un consenso científico sobre dónde está situado el centro geográfico de la península ibérica. Tradicionalmente las localidades madrileñas de Getafe, con el cerro de los Ángeles como punto geodésico, y Pinto, en la confluencia de las calles Maestra María del Rosario y del Hospital, se disputan desde hace siglos dicho reconocimiento. Sin embargo, más recientemente han salido otros estudios que situarían el centro geográfico en la provincia de Toledo.

### Topografía
Su topografía tiene como principal característica que la mayor parte de su superficie está configurada como una meseta, con ligera pendiente hacia poniente; esta tiene una altura media de 600 m s. n. m.; el litoral es rocoso y con acantilados al norte, nordeste, noroeste y sureste, siendo más suave la mayor parte del litoral oriental y meridional.

### Puntos extremos

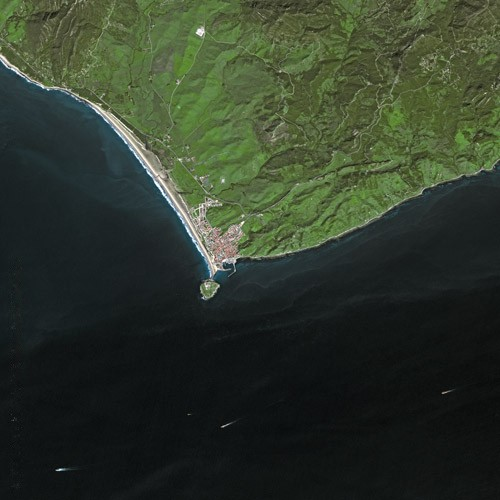
Punta de Tarifa, extremo meridional de la península.

- Punto más septentrional: el islote de Estaquín de Sigüelos[aclaración requerida][13] o la Estaca de Bares, provincia de La Coruña (43°47′24″ N).[14]
- Punto más meridional: la punta de Tarifa en la isla de Las Palomas, provincia de Cádiz (36°0′8″ N).
- Punto más occidental: el cabo de la Roca en el parque natural de Sintra-Cascais, distrito de Lisboa (9°29′0″ O).
- Punto más oriental: el Cabo de Creus en el parque natural del Cabo de Creus, provincia de Gerona (3°19′19″E).
- Punto más alto: Mulhacén (3482 m s. n. m.).
- Punto más bajo respecto al nivel medio del mar: la mina de Las Cruces (Sevilla), a 190 metros bajo el nivel del mar.[15]
- Punto más profundo respecto a la superficie: Torca del cerro del Cuevón (1589 m bajo la superficie, situada a 2019 m s. n. m.).
- Centro geográfico: Según el Instituto Geográfico Nacional es difícil de determinar y muy dependiente de la metodología utilizada. Históricamente, las localidades madrileñas de Getafe y Pinto se han disputado ese reconocimiento, pero otros estudios lo sitúan en distintos puntos de la provincia de Toledo.[11][12]
- Temperatura más alta: 47,6 °C en La Rambla, el 14 de agosto de 2021 (registro confirmado por Aemet).[16]
- Temperatura más baja: −35,6 °C en Vega de Liordes, León, el 7 de enero de 2021 (registro no confirmado por Aemet).[17]

### Ríos
Los ríos principales de la península ibérica son, en orden descendente de longitud: el Tajo, el Ebro, el Duero, el Guadiana y el Guadalquivir. Todos ellos tienen más de 600 kilómetros de longitud cada uno; en el caso del Tajo, supera el millar.

## Naturaleza

### Geología

Mapa geológico de la península ibérica.

La geología de la península ibérica responde a una larga historia geológica, desde los tiempos proterozoicos hasta la actualidad, reflejando fusiones y roturas de continentes, apertura de océanos e importantes episodios orogénicos. Las huellas y cicatrices de esta historia configuran la corteza continental, la estructura y naturaleza de las rocas ígneas, metamórficas y sedimentarias que componen la península así como los actuales relieves.

### Flora

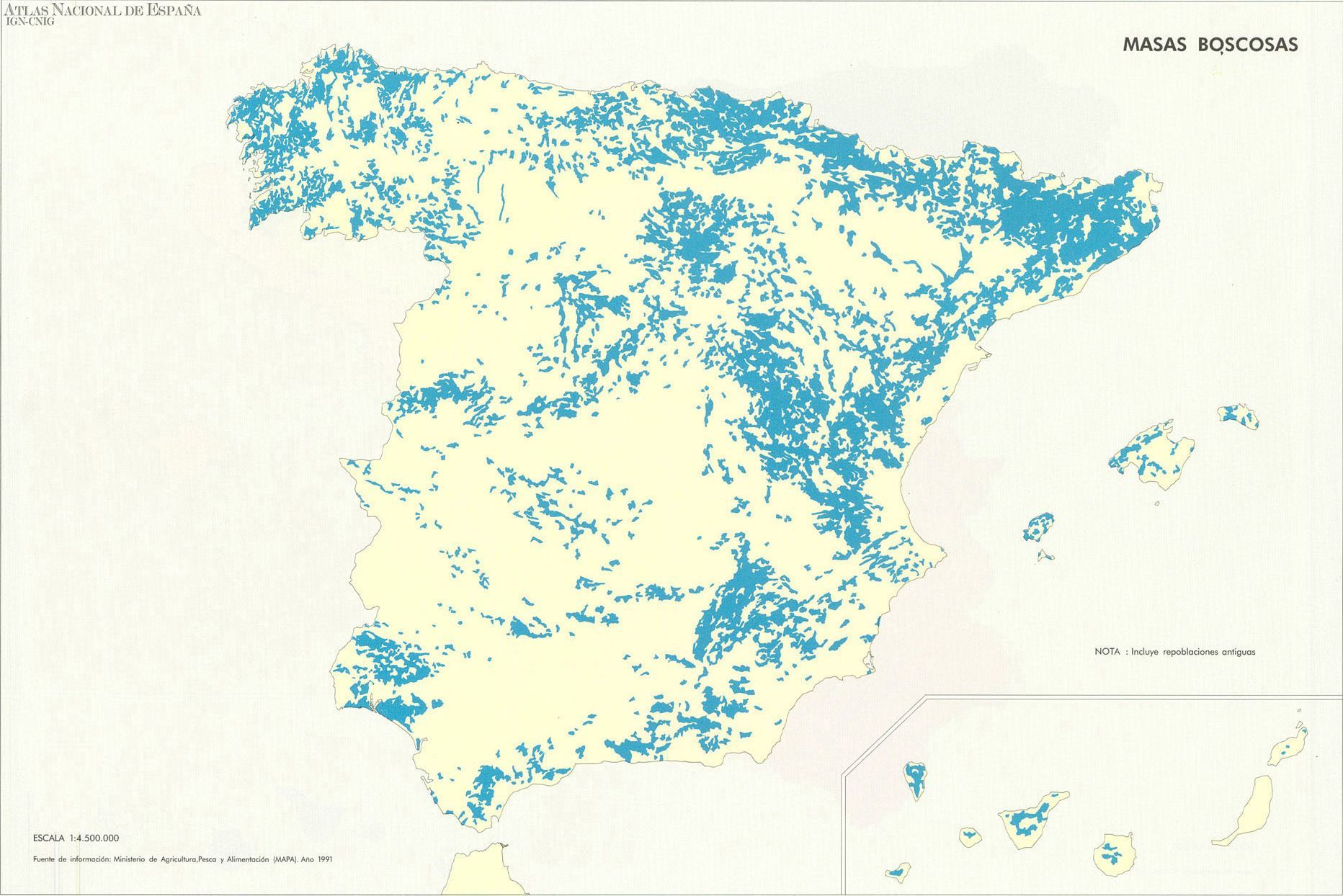
Bosques de España según el IGNE.

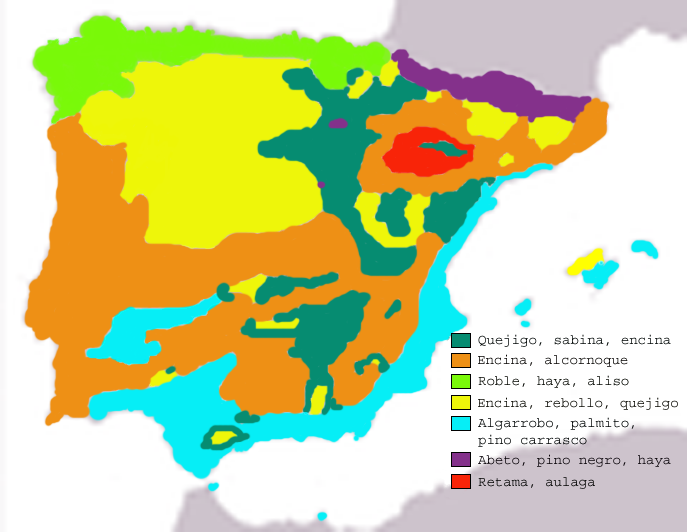
Ocupación potencial de los bosques ibéricos.

Su aislamiento geográfico ha permitido el desarrollo de una flora y fauna características que incluyen un importante número de taxones endémicos. Como dato interesante hay que destacar que en España hay 17 804 millones de árboles y que cada año crecen una media de 284 millones más, según un estudio elaborado por la Sociedad Española de Ciencias Forestales en septiembre de 2009.
España es el segundo país de la Unión Europea con más superficie forestal, un total de 26,27 millones de hectáreas o el 57 % de su territorio, siendo la superficie arbolada, según el tercer inventario  forestal, de 14,73 millones de ha y el resto de matorral mediterráneo.
La flora de la península, por sus condiciones biohistóricas, geográficas, geológicas, orográficas, etc., es una de las más ricas y variadas de toda Europa, comparable a la de países mediterráneos como Grecia e Italia e incluso de mayor diversidad; se calcula que incluye más de 8000 especies de plantas, muchas de ellas endémicas.
El Mediterráneo ha estado sometido en el pasado a grandes alteraciones de clima y vegetación, unido a unas variaciones, a veces muy grandes, en el nivel del mar y a variaciones en las posiciones relativas de las masas continentales (placas europea y africana). Con la entrada de plantas y el aislamiento, debido a las fluctuaciones marinas o a las periódicas glaciaciones, se puede encontrar una variada diversidad de especies vegetales.

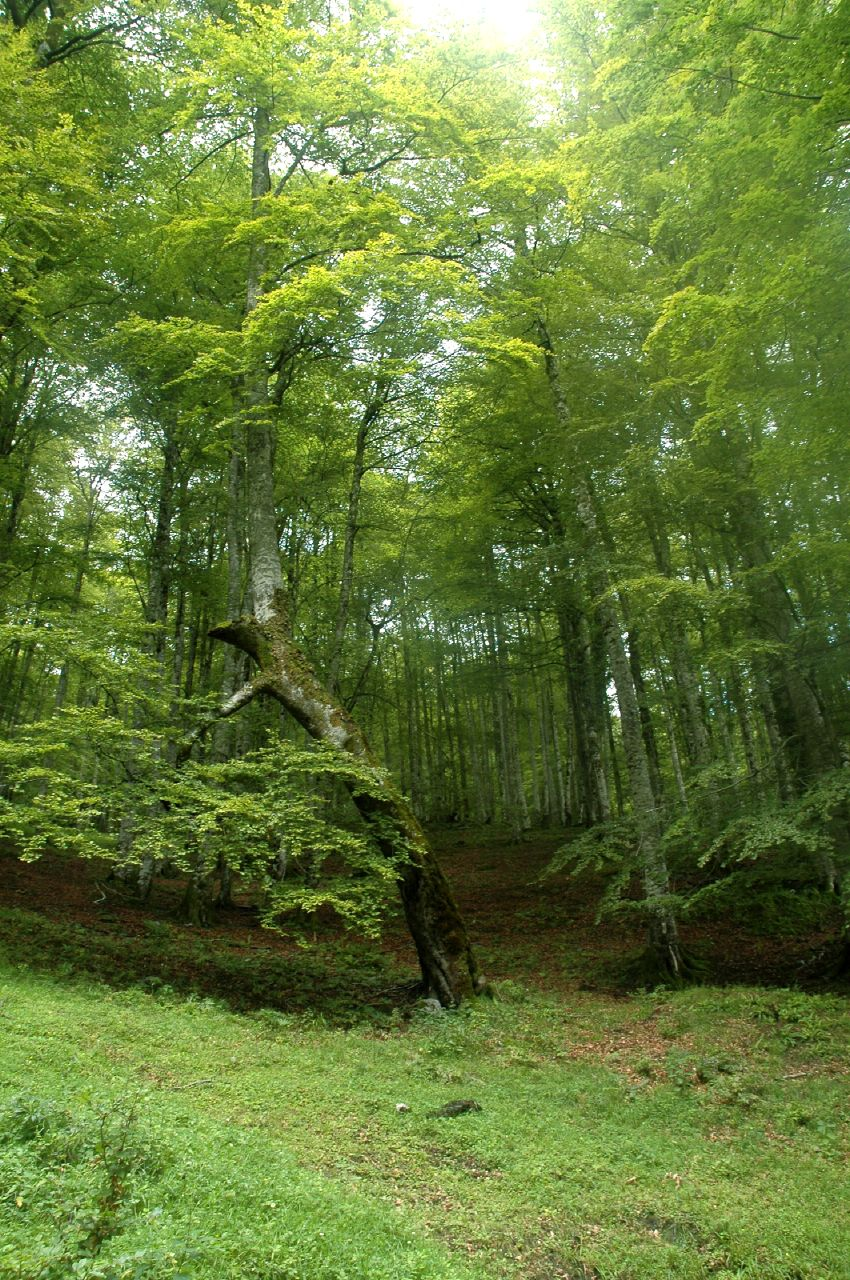
Bosque en Cantabria.

La península ibérica, situada en una importante vía de paso entre África y Europa, se vio enriquecida con la llegada, según cambiaba el clima, de plantas esteparias, termófilas, xerófilas, orófilas y boreo-alpinas, muchas de las cuales lograron mantenerse después, gracias a la diversidad de medios que existen en las cadenas montañosas, que les permiten subir en altitud si el clima se va haciendo más cálido, o descender si se vuelve más frío. La complejidad geológica de la mayoría de las montañas ibéricas, especialmente de las Béticas, sistema Ibérico y Pirineos, aumentó aún mucho más el número de nuevos medios a que adaptarse e hizo posible la diversidad y riqueza de la flora actual.
La región eurosiberiana está representada por la zona atlántica, que se extiende desde el norte de Portugal, la mayor parte de Galicia, Principado de Asturias, Cantabria, País Vasco, noroeste de Navarra y Pirineos occidentales y centrales. No obstante, su influencia en forma de comunidades o especies concretas se extiende en muchos puntos hacia el interior, especialmente en las mitades septentrional y occidental. Se caracteriza por un clima húmedo, suavizado por la influencia oceánica, con inviernos templados-fríos y con una estación seca poco acentuada. 

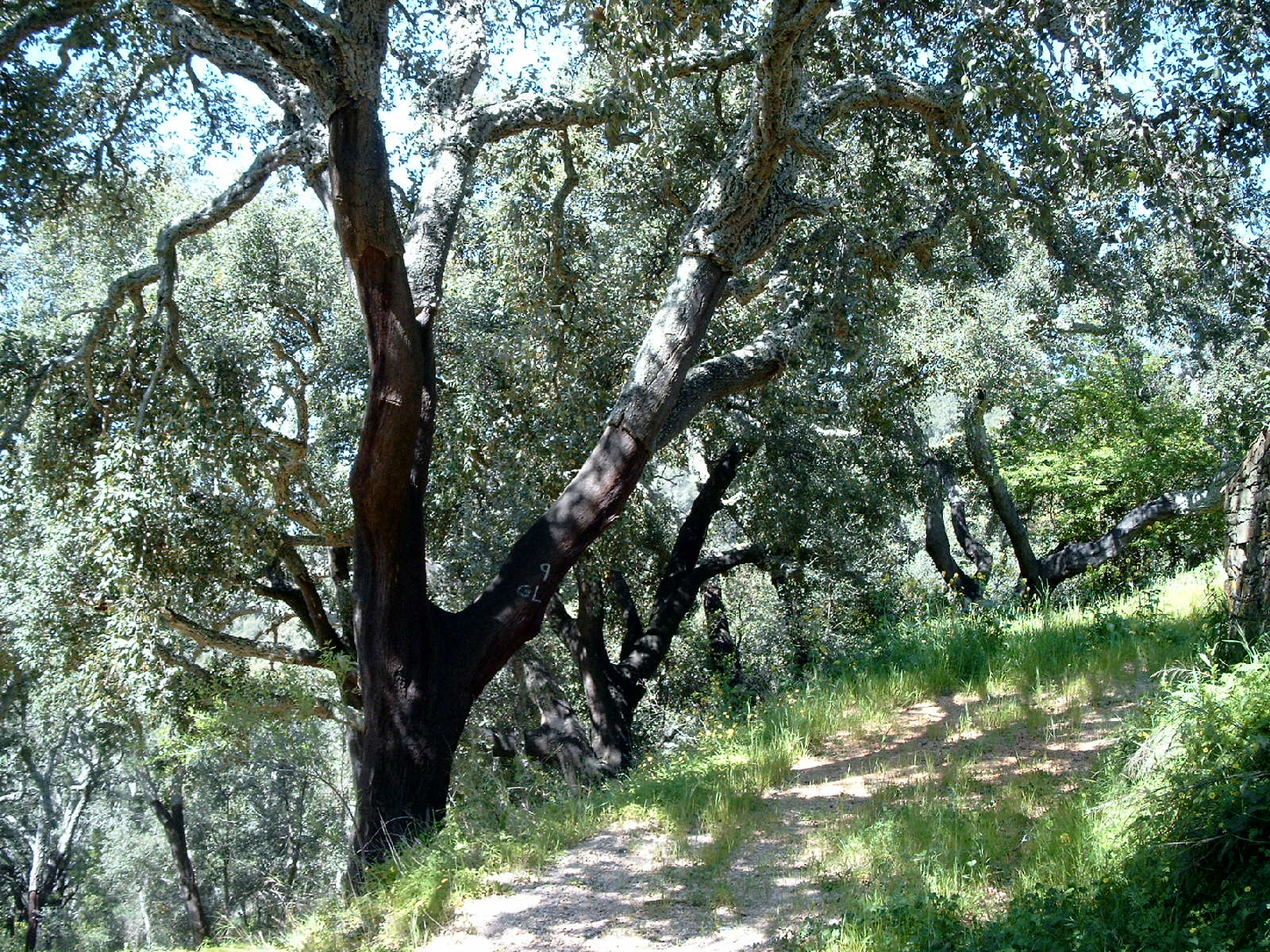
Bosque de alcornoques (Quercus suber) en el Algarve.

La vegetación está representada por bosques caducifolios de robles (Quercus petraea) y carballos (Quercus robur), con fresnedas de Fraxinus excelsior y avellanares en los suelos más frescos y profundos de fondo de valle. El piso montano se caracteriza por la presencia de hayedos y a veces, en los Pirineos, por abetales de Abies alba; estos hayedos y abetales ocupan las laderas frescas y con suelo profundo de las montañas no muy elevadas. La influencia mediterránea se siente en la presencia de encinares con laurel, que se sitúan en las crestas y laderas más cálidas, especialmente sobre suelos calizos, donde se acentúa la sequedad.
El aprovechamiento por el hombre a través de la historia ha transformado muchos de estos bosques en prados, que conservan en sus lindes restos de los setos o especies del primitivo bosque. La orla natural está formada por setos y espinares que se instalan en los calveros y partes aclaradas; están integrados por rosas silvestres, zarzas, endrinos, majuelos y otros arbustos más o menos espinosos; también pueden representar este papel los piornales y retamares. Los siguientes son los principales bosques de esta zona.

### Fauna
- Anexo:Peces continentales de la península ibérica
- Anexo:Anfibios de la península ibérica
- Anexo:Reptiles de la península ibérica
- Anexo:Aves de la península ibérica
- Anexo:Mamíferos de la península ibérica

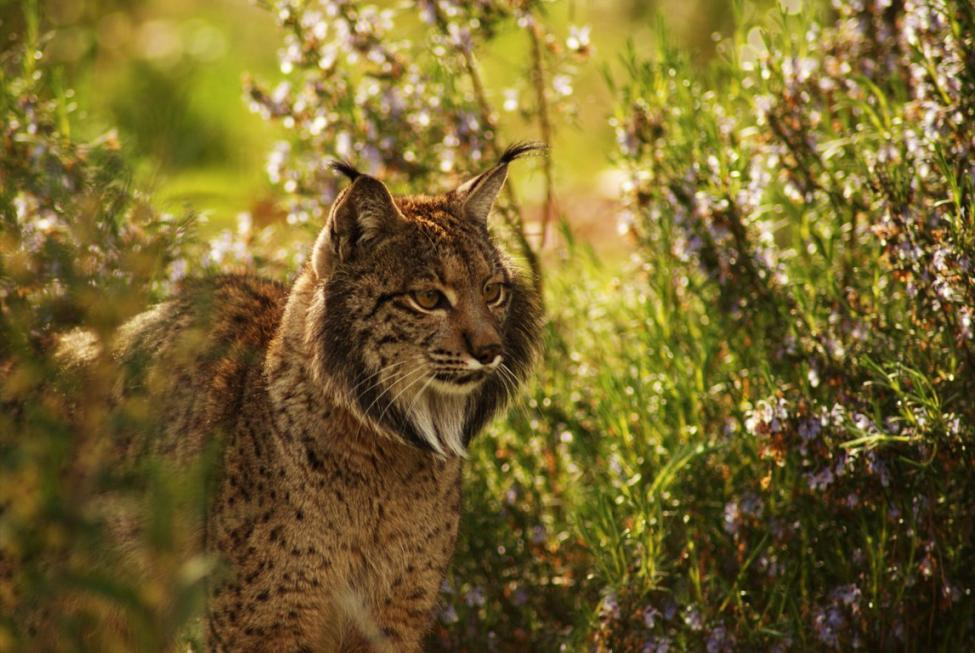
Ejemplar de Lynx pardinus (lince ibérico), endémico de la península y en peligro de extinción.

La fauna de la península ibérica presenta una amplia diversidad que se debe en gran parte a dos factores, la posición geográfica de la península ibérica, entre el Atlántico y el Mediterráneo y entre África y Eurasia, y la gran diversidad de hábitats y biotopos, consecuencia de una variedad considerable de climas y regiones bien diferenciadas.
Entre los grandes carnívoros destacan dos especies desaparecidas de buena parte de la Europa occidental: el oso pardo, que sobrevive en la Cordillera cantábrica y en ciertos enclaves pirenaicos, y el lobo ibérico, subespecie endémica de la península ibérica. Aunque el carnívoro más emblemático es sin duda el lince ibérico, el félido más amenazado de todo el continente europeo. Mucho más numerosas son las poblaciones de gato montés, de zorro rojo y las de algunos mustélidos: el tejón, el turón y la comadreja; algo menos numerosas son las de nutria, marta y garduña. Los vivérridos están representados por la jineta; y los herpéstidos, por el meloncillo.
Los herbívoros están representados por especies bastante extendidas, como algunos cérvidos: el ciervo común, el gamo y el corzo. Hay poblaciones endémicas de cabra montés y reductos pirenaicos y cantábricos de rebeco. También está ampliamente extendido el jabalí.

## Demografía
La península ibérica tenía una población en 2020 de 53 626 758 habitantes, sumadas las poblaciones de la España peninsular, Portugal continental, Andorra y Gibraltar.

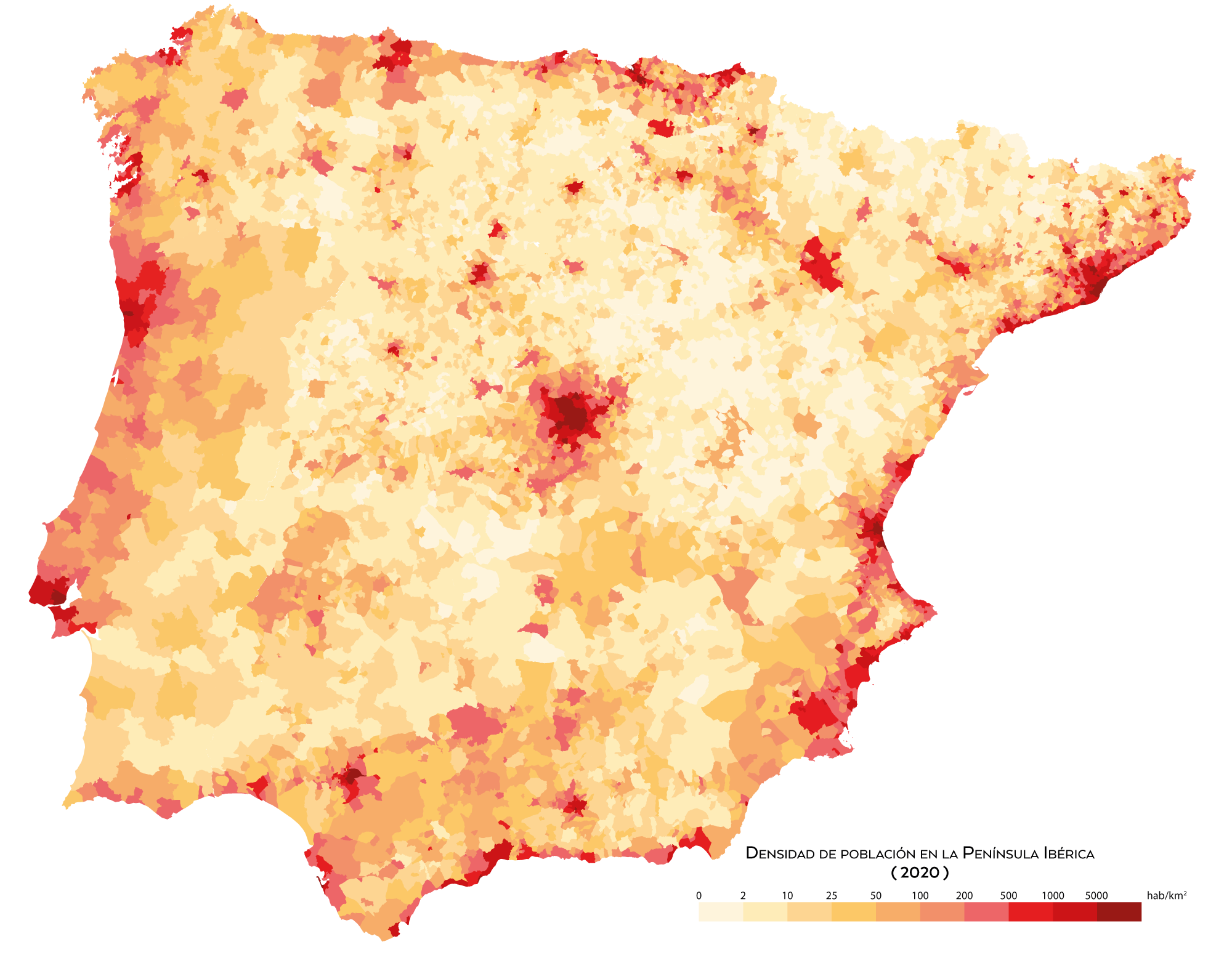
Densidad de población en 2020

Municipios más poblados
Áreas metropolitanas

### Idiomas
En la península ibérica se hablan sobre todo idiomas del grupo iberorromance, provenientes del latín, con la única excepción del idioma vasco, que tiene origen no indoeuropeo y del aragonés (a veces considerada iberorromance), catalán y occitano, que pertenecen al grupo occitanorromances. Destacan por su oficialidad y uso internacional el español y el portugués.

## División política
La península ibérica comprende gran parte de España, Portugal, toda Andorra, una pequeña parte de Francia y la totalidad de Gibraltar. Históricamente, se ha denominado península ibérica al territorio continental europeo que está situado al sur de los Pirineos.
| País o dependencia      | Población  | Extensión (km²) | % Extensión | Capital          |
| ----------------------- | ---------- | --------------- | ----------- | ---------------- |
| España                  | 45.217.376 | 493 515         | 84,663 %    | Madrid           |
| Portugal                | 9.864.860  | 88 944          | 15,258 %    | Lisboa           |
| Andorra                 | 85 101     | 453             | 0,078 %     | Andorra la Vieja |
| Francia                 | 12 035     | 539             | 0,001 %     | París            |
| Gibraltar (Reino Unido) | 32 194     | 6               | 0,001 %     | Gibraltar        |
| Península ibérica       | 55.211.566 | 583 254         |             |                  |

1. ↑  No se incluyen Baleares, Canarias, Ceuta, Melilla, ni las islas e islotes en el Norte de África, por no formar parte de la península ibérica.
2. ↑  No se incluyen Azores y Madeira por no formar parte de la península.
3. ↑  Gibraltar posee el estatus de territorio de ultramar del Reino Unido de Gran Bretaña e Irlanda del Norte; por lo tanto, a diferencia de España, Portugal, Francia y Andorra no es un Estado.